# Запань Нижняя Лупья
Запань Нижняя Лупья — опустевшая деревня в Котласском районе Архангельской области.

## География
Находится в юго-восточной части Архангельской области при автодороге 11К-341 на расстоянии приблизительно 44 км на восток-северо-восток по прямой от административного центра округа города Котлас на правом берегу реки Нижняя Лупья недалеко от ее устья.

## История
В XIX веке указанная деревня не учитывалась, также не отмечалась и в 1939 году. Отмечена была на карте 1984 года. До 2022 года входила в Черёмушское сельское поселение до его упразднения. По состоянию на 2020 год представляет собой урочище.

## Население
Численность населения не была учтена как в 2002 году, так и в 2010.